# علنج ريدلي
علنج ريدلي (الاسم العلمي:Alangium ridleyi) هو نوع من النباتات يتبع جنس العلنج من الفصيلة القرانية.